# Nowe (Białoruś)
Nowe (biał. Навое, Nawoje; ros. Новое, Nowoje) – wieś na Białorusi, w obwodzie brzeskim, w rejonie bereskim, w sielsowiecie Stryhin, nad Jasiołdą.

## Historia
W XIX i w początkach XX w. położone były w Rosji, w guberni grodzieńskiej, w powiecie słonimskim, w gminie Piaski.
W dwudziestoleciu międzywojennym leżały w Polsce, w województwie poleskim, w powiecie kosowskim/iwacewickim, w gminie Piaski. W 1921 miejscowość liczyła 391 mieszkańców, zamieszkałych w 79 budynkach, wyłącznie Białorusinów wyznania prawosławnego.
Po II wojnie światowej w granicach Związku Sowieckiego. Od 1991 w niepodległej Białorusi.